# Minutoexcipula tuckerae
Minutoexcipula tuckerae är en lavart som beskrevs av V. Atienza & D. Hawksw. 1994. Minutoexcipula tuckerae ingår i släktet Minutoexcipula, divisionen sporsäcksvampar och riket svampar.   Inga underarter finns listade i Catalogue of Life.